# Reservatório de Siloé

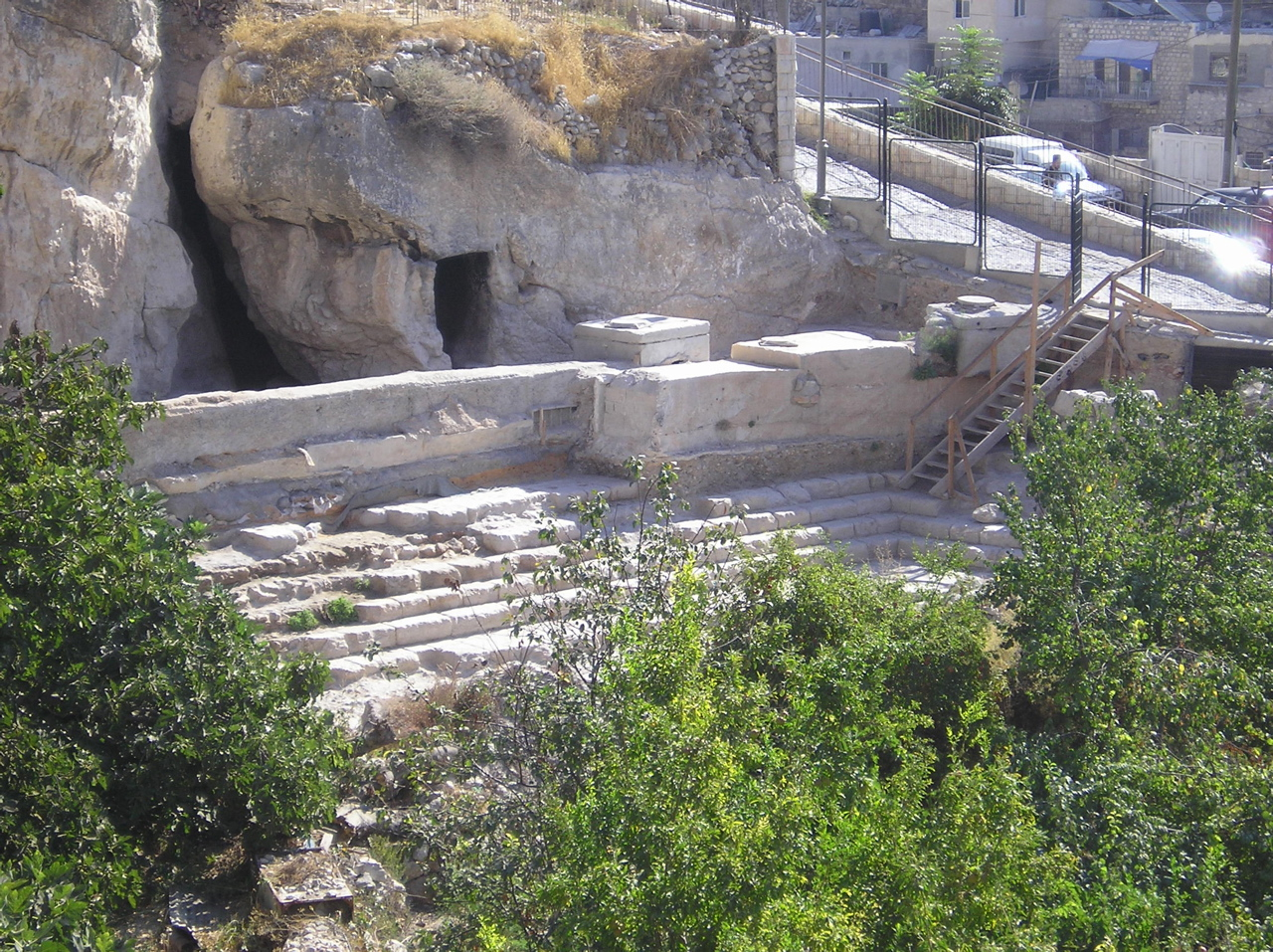
O Reservatório de Siloé

O Reservatório de Siloé ou Piscina de Siloé chamado em hebraico Selá (Enviado ou Remetente). É um marco situado na parte inferior da inclinação sul de Ofel, o local que fazia parte da antiga Jerusalém, a oeste do vale do Cédron e da antiga Cidade de Davi, agora ao sudeste (parte externa) das paredes da antiga cidade. 
O reservatório era um receptáculo para as águas da fonte de Giom, que eram levadas para lá por dois aquedutos - o canal  da Idade do Bronze descoberto em 1867 por Charles Warren (um canal de água no fundo da caverna num corte reto de uns 20 metros que era coberto com lajes de rocha) datado da Idade do Bronze 1 800 a.C., e o túnel de Ezequias (um túnel construído na rocha, do tempo do reinado do rei Ezequias 700 a.C.)
O Reservatório de Siloé é mencionado diversas vezes no Bíblia. Isaías 8:6 menciona as águas deste reservatório e Isaías 22:9 faz referências à construção do túnel de Ezequias. Para os cristãos, a menção mais notável do reservatório se encontra no Evangelho segundo João quando menciona o ato Jesus de curar um homem cego de nascimento:
| “ | «...Ora, quando ia passando, viu um homem cego de nascença.... Depois de dizer estas coisas, cuspiu no chão e fez barro com a saliva, e pôs este barro sobre os olhos [do homem] e lhe disse: “Vai lavar-te no reservatório de água de Siloé” (que é traduzido 'Enviado'). E ele foi então e lavou-se, e voltou vendo.» (João 9:1–7) | ” |

De acordo com  Ronny Reich da Universidade de Haifa Israel, a presença de Jesus no reservatório poderia simplesmente ter sido um resultado da exigência de lavar-se antes de subir ao Templo; a lei religiosa do período requeria dos judeus fazer, pelo menos uma peregrinação a Jerusalém, uma vez ao ano.
Uma remodelagem do reservatório de Siloé foi realizada no século V, no período bizantino, e tem-se dito que foi construído sob influência de Élia Eudócia. Este reservatório, foi abandonado e deixado à ruína, e sobrevive em parte atualmente; cercado por uma parede elevada de pedras por todos os lados (à exceção de uma entrada aberta ao Túnel de Ezequias - redescoberta somente no século XIX), o reservatório é pequeno, tendo sido construída uma modesta Mesquita ao lado, e em parte sobre ele. 

## Abaixo do reservatório

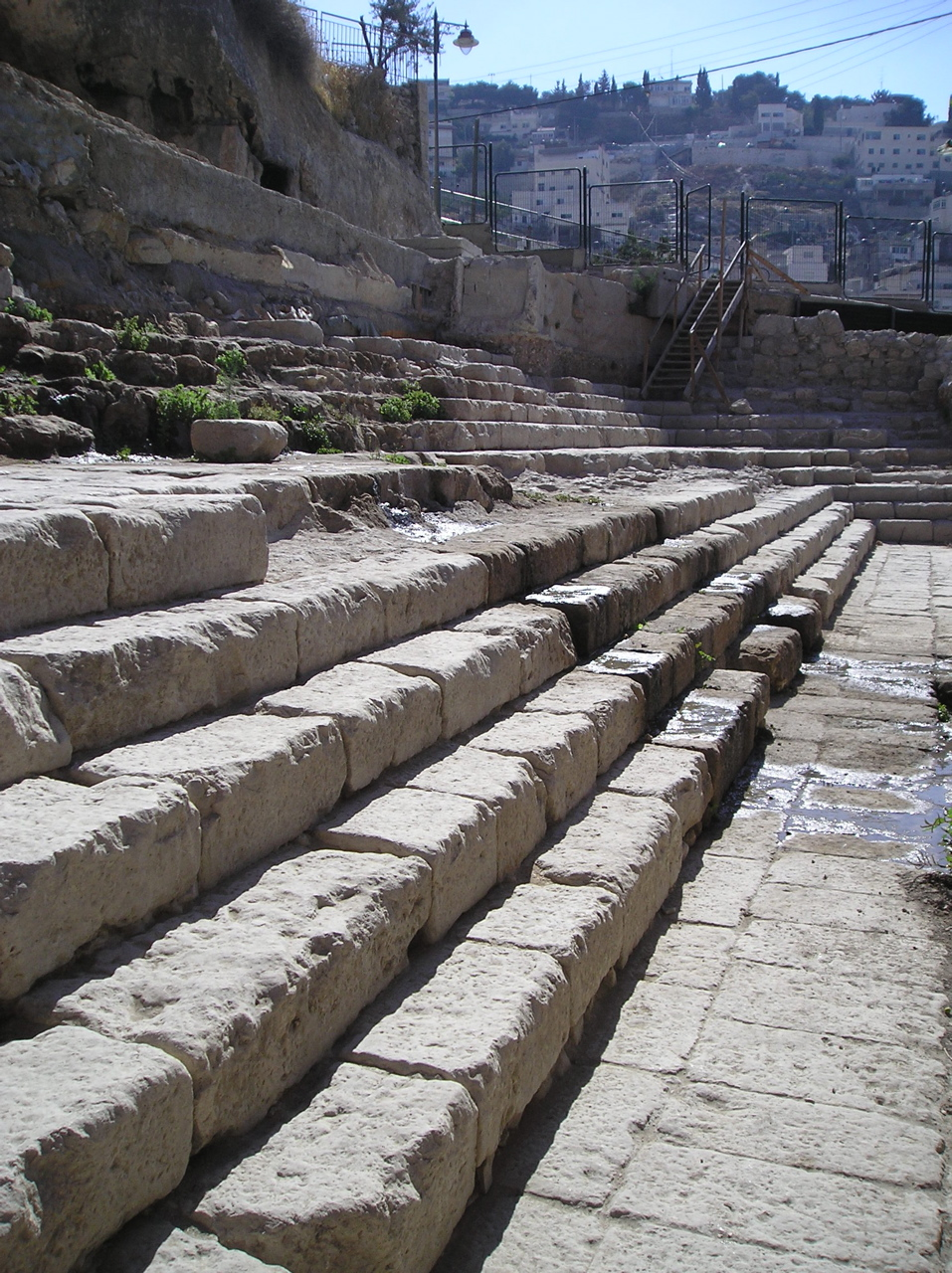
Ruínas do reservatório de Siloé

Os registros antigos relatam que durante o período do Segundo Templo, havia também uma construção mais abaixo do Reservatório de Siloé. No outono de 2004, os trabalhadores que faziam escavações para a efluente perto do reservatório, foram descobrindo por etapas as pedras, e quase que imediatamente Ronny Reich e Eli Shukron (arqueólogos proeminentes), que estavam em cena, entenderam que estas etapas eram parte do reservatório no período do segundo Templo. 
A escavação rapidamente confirmou a suposição inicial; o achado foi anunciado formalmente em 9 de agosto de 2005 e recebeu a atenção internacional pela mídia. O reservatório inferior está a menos de 200 jardas do reservatório superior. Este reservatório mais abaixo, não é perfeitamente retangular, mas tem uma leve forma de Trapézio. Há três jogos de cinco etapas, dois conduzem a uma plataforma, antes que o fundo seja alcançado, e sugere-se que as etapas estiveram projetadas para acomodar vários níveis de águas. 
O Reservatório de Siloé é uma pedra alinhada, mas embaixo há uma evidência de uma versão mais antiga que tinha sido coberta (para ajudar a reter água). As moedas encontradas dentro deste, datam da época de Alexandreu Janeu (104 a 76 a.C.). Também foi encontrada uma coleção de moedas, datadas da época da Grande Revolta Judaica (de 66 a 73). Um canal conduz a água o reservatório mais novo (o superior) para alimentar o reservatório mais antigo. 
Relatos bíblicos indicam que Jerusalém recebia um limitado suprimento de água do reservatório de Siloé, a oeste do vale do Cédron, e Ezequias teria protegido este, construindo uma muralha externa para que o reservatório ficasse dentro da cidade. — Isaías 22:11; 2 Crônicas 32:2-5.
Além disso, outros registros bíblicos e a tradição judaica indicam que este reservatório teria sido usando durante festividades na era pré-cristã, e também no tempo de Jesus. Por exemplo, durante a Festa das Colheitas, era costume um sacerdote levita ir ao reservatório de água de Siloé com um jarro de ouro, enchendo-o com água e retornando ao templo, e derramando-o numa bacia junto à base do altar. Nesta ocasião, havia grande alegria, tanto que dizia-se  que aquele que nunca viu o derramamento da água de Siloé nunca viu alegria na sua vida.